# San Giuliano Terme
San Giuliano Terme est une ville de la province de Pise, dans la région Toscane, en Italie.

## Monuments

### Villas
Villa Alliata, Villa Alta, Villa Bosniasky, Villa Dal Borgo Kinsky, Villa di Agnano, Villa di Arena Metano, Villa di Asciano, Villa di Corliano, Villa di Malpietra, Villa Federighi, Villa Gambini, Villa Le Molina, Villa Mazzarosa Prini Aulla, Villa Poschi, Villa Roncioni, Villa Scerni, Villa Studiati Berni, Villa Tadini, Villa Vaccà Berlinghieri.

### Églises
Église de San Giacobo, église de la Santissima Concezione, église et monastère de Santa Maria di Mirteto, église de Santa Maria, église paroissiale de Santa Maria et de San Giovanni Battista, église paroissiale de San Marco a Rigoli, ermitage de Santa Maria ad Martires, église de San Pietro et Paolo a Corliano.

### Site archéologique
- La Grotte du Lion.

### Architecture militaire
- La forteresse de Ripafratta (Xe siècle).

## Administration
| Période   | Période  | Identité         | Étiquette                | Qualité |
| --------- | -------- | ---------------- | ------------------------ | ------- |
| Juin 2024 | En cours | Matteo Cecchelli | Parti démocrate (Italie) |         |

### Hameaux
Agnano, Arena Metato, Asciano, Campo, Colignola, Colognole, Gello, Ghezzano, Madonna dell'Acqua, Mezzana, Molina di Quosa, Orzignano, Pappiana, Pontasserchio, Pugnano, Rigoli, Ripafratta, San Martino a Ulmiano, Sant'Andrea a Pescaiola.

### Communes limitrophes
Calci, Capannori, Cascina, Lucques, Pise, Vecchiano, Vicopisano.

### Évolution démographique
Habitants recensés

## Personnalités nées à Caselle Landi
- Nazario Pardini (1937, dans l'hameau d'Arena Metato), essayiste, poète et critique littérair

### Articles liés
- Liste des villes italiennes de plus de 25 000 habitants
- Torta co' bischeri